# John Eriksson

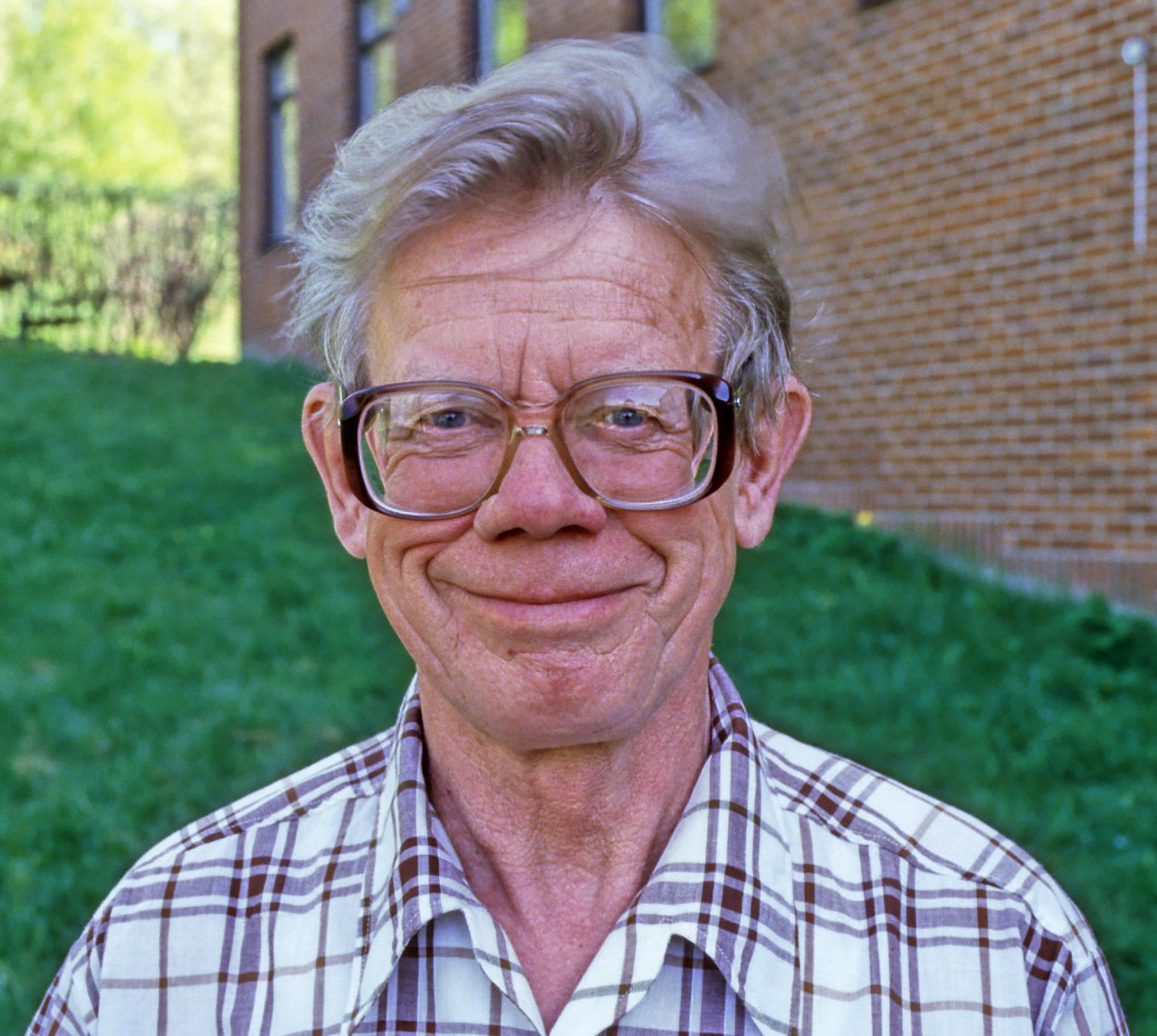
John Eriksson (1985)

John Leonard Eriksson (Hagfors, 26 maart 1921 - Göteborg, 1 juni 1995) was een Zweedse mycoloog. Hij was gespecialiseerd in korstzwammen van de basidiomyceten en verzamelde in Zweden (vooral in het Nationaal park Muddus, de regio Göteborg en Värnamo), Finland en Canada.

## Biografie
Eriksson was een student van John Axel Nannfeldt en Seth Lundell, en verdedigde zijn proefschrift Studies in the Heterobasidiomycetes and Homobasidiomycetes-Aphyllophorales of Muddus National Park in Northern Sweden over de houtzwammen in het Nationaal park Muddus aan de Universiteit van Uppsala in 1958. De opponent (vergelijkbaar met een externe beoordelaar) was de Nederlandse mycoloog Marinus Donk.
Eriksson was vanaf 1961 werkzaam als senior docent aan de Universiteit van Göteborg. In 1967 ontving hij een persoonlijk doctoraat, dat in 1977 werd omgezet in een hoogleraarschap. Eriksson ging met pensioen in 1986.
Eriksson begeleidde verschillende studenten die later de traditie van korstzwammen zouden voortzetten, waaronder Nils Hallenberg en Karl-Henrik Larsson. Eriksson werkte ook nauw samen met Kurt Hjortstam en Leif Ryvarden.
Eriksson was de voornaamste auteur en illustrator van de boekenserie The Corticiaceae of North Europe (1973-1988, uitgeverij Fungiflora). Eriksson stond bekend om zijn nauwkeurige en duidelijke illustraties van micromorfologische kenmerken, een kenmerk van deze boekenserie.
Eriksson beschreef 16 geslachten (bijv. Paullicorticium) en 55 soorten (bijv. Phlebia firma) en voerde 119 naamgevingshercombinaties uit. Bijna 10 soorten zijn vernoemd naar Eriksson, zoals Xylodon erikssonii en Hypochnicium erikssonii.
- Author citation (botany): J.Erikss.
- Gemeinsame Normdatei: 1152890646
- International Standard Name Identifier: 0000 0000 5195 0250
- Library of Congress Control Number: n85109028
- Nationale Bibliotheek van Tsjechië: jcu20221168371
- Nationale Bibliotheek van Israël: 987007432930405171
- Nederlandse Thesaurus van Auteursnamen: 114509220
- Istituto Centrale per il Catalogo Unico: UTOV554340
- LIBRIS: 186013
- Système universitaire de documentation: 074457136
- Virtual International Authority File: 309906752